# 杉本一樹 (空手家)
杉本 一樹（すぎもと かずき、1995年7月18日 - ）は、日本の空手家。カデット及びジュニアの元日本代表。専門は組手。

## 略歴・人物
山梨県上野原市出身。おかやま山陽高校、京都産業大学卒業。
3歳から空手を始める。中学生で日本代表選手に選出されると2010年のアジアジュニア&カデット空手道選手権大会のカデット男子個人組手52kgで優勝を果たす。翌年のアジア大会でも派遣選手として内定。2011年のアジアジュニア&カデット大会ではジュニア男子個人組手55kgで3位となる。 
大学3年間で4か所（鼻骨骨折、指腱断裂、眼窩内壁骨折、前十字靭帯断裂）を怪我し、5度の手術をする。復帰戦で初出場の関西大会+75kg級優勝。続いて初出場の全日本学生個人（無差別級）でも準優勝。初出場ながら全日本個人で決勝の舞台に立った。全日本学生団体組手でもチームを全日本二連覇（大学初）に導き、その年の全日本学生優秀選手に選出される。
怪我と手術で苦しみながらも、最後に全日本学生連覇という結果を残した。

## 主な戦績
- 2010年アジアジュニア&カデット空手道選手権大会 カデット個人組手52kg級：1位[4]
- 2011年アジアジュニア&カデット空手道選手権大会 ジュニア個人組手55kg級：3位[5]
- 全日本高校選抜大会 個人組手：5位
- 全関西学生空手道選手権大会 個人組手：1位[6]
- 西日本学生空手道選手権 団体組手：2位（4年連続）
- 全日本学生空手道選手権大会個人組手：2位[7]
- 全日本学生空手道選手権大会団体組手：1位（2連覇）[8]

・高校、大学と強豪校にてキャプテンを務める。
・全日本高校優秀選手
・全日本学生優秀選手
・日本代表選手